# Le Collier de la reine (film, 1929)
Pour les articles homonymes, voir L'Affaire du collier de la reine.
Le Collier de la reine est un film français réalisé par Gaston Ravel et Tony Lekain en 1929.

## Synopsis
Inspiré librement du roman d'Alexandre Dumas (Le Collier de la reine, lui-même inspiré par la fameuse affaire du collier de la reine), le film montre la reine Marie-Antoinette éclaboussée par un complot crapuleux ourdi par la comtesse de la Motte. Le cardinal de Rohan est pris au milieu de cet étau.

## Commentaire
C'est l'un des huit films de longs métrages sonores produits en France en 1929. Toutefois, c'est encore un film muet, la bande son ne comportant que des parties musicales.

## Fiche technique
- Réalisation : Gaston Ravel et Tony Lekain
- Assistants réalisateurs : Solange Bussi et Pierre Billon
- Scénario : d'après le roman éponyme d'Alexandre Dumas et le récit de Frantz Funck-Brentano
- Costumes : Georges K. Benda
- Décors : Tony Lekain, Carré
- Directeurs de la photographie : Goesta Kottula, Jean Bachelet et Émile Pierre
- Musique : Œuvres des XVIIe et XVIIIe siècles arrangées par André Roubaud et Albert Febvre-Longeray
- Montage : E. Kratsch
- Société de production : Aubert-Franco Film
- Producteur : Louis Aubert
- Directeur de production : Gaston Lepage
- Format : Noir et blanc - Son mono - 1,33:1 - 35 mm
- Genre : Drame Historique
- Durée : 95 minutes
- Date de sortie :
  - France : 25 octobre 1929

## Distribution
- Marcelle Jefferson-Cohn - future Marcelle Chantal :  la comtesse Jeanne de la Motte-Valois
- Georges Lannes : le cardinal de Rohan
- Diana Karenne : Marie-Antoinette et la fille Oliva, son sosie
- Jane Evrard : Princesse de Lamballe
- Jean Weber : le chevalier Marc Rétaux de Villette
- Ady Cresso : Élisabeth Vigée Le Brun
- Fernand Fabre : le comte de la Motte
- Henri Harment : Louis XVI
- Renée Parme : Madame Elisabeth
- Odette Talazac : Madame de Misezy
- Gaston Mauger : Monsieur de Crosne, le lieutenant de police du Roi
- Émile Vardannes : le marquis de Launay
- Paul Sato : Jean-Baptiste Toussaint de Beausire
- Gilberte Savary
- Jules Mondos : le joaillier Boehmer
- Henri Lesieur : le joaillier Bossange, son associé
- Marc Dantzer
- Jean Fay
- Marco Monty
- Christian Argentin
- Paul Robert